# Bolshecapnia milami
Bolshecapnia milami är en bäcksländeart som först beskrevs av Nebeker och Gaufin 1967.  Bolshecapnia milami ingår i släktet Bolshecapnia och familjen småbäcksländor. Inga underarter finns listade i Catalogue of Life.